# جوزيف ويلارد روزفلت
جوزيف ويلارد روزفلت (بالإنجليزية: Joseph Willard Roosevelt)‏ (و. 1918 – 2008 م)هو ضابط، وملحن، ومعلم موسيقى، وعازف بيانو من الولايات المتحدة الأمريكية .

## التعليم
تعلم في جامعة هارفارد.

## الخدمة العسكرية
خدم في بحرية الولايات المتحدة.